# Dotyk
Dotyk este albumul de debut al cântăreței poloneze Edyta Górniak, care a fost lansat pe 8 mai 1995 de Pomaton EMI.
Albumul a fost certificat de patru ori cu platină pentru cele peste 1 milion de exemplare vândute.

## Ordinea pieselor pe album
1. Jestem kobietą
2. Będę śniła
3. Dotyk
4. Szyby
5. Niebo to my
6. Nie opuszczaj mnie
7. Litania
8. Kasztany
9. Pada śnieg
10. To nie ja
11. Jej portret

## Single-uri
- Once In A Lifetime – To nie ja

## Single-uri promo
- Jestem kobietą
- Dotyk
- Będę śniła

## Videoclipuri
- Once In A Lifetime – To nie ja|To nie ja
- Once In A Lifetime – To nie ja|Once In A Lifetime
- Jestem kobietą
- Dotyk